# خفية الأبواغ الفأرية
خفية الأبواغ الفأرية هي نوعٌ من الأكريات، عزلت للمرة الأولى من الغدد المعدية للفئران الشائعة. يُشخص وجودها باستعمال تفاعل البوليميراز المتسلسل (PCR،, تعدد أطوال جزء الحصر (RFLP)، وتسلسل الحمض النووي الريبوزي منقوص الأكسجين.